# ヒメテングハギ
ヒメテングハギ (学名:Naso annulatus) は、テングハギ属の一種。インド太平洋の熱帯域に分布する。全長は最大100 cmで、ニザダイ科の最大種の一つ。

## 分類・名称
1825年にフランスの博物学者であるジャン・ルネ・コンスタン・クアとジョセフ・ポール・ガイマールによって Priodon annulatus として記載され、タイプ産地はティモール島に指定された。
種小名は「輪の」という意味で、幼魚の尾柄にある白い帯に由来する。

## 形態
背鰭は5棘28 - 29軟条から、臀鰭は2棘27 - 28軟条から、胸鰭は17 - 19軟条から成る。体は側扁した紡錘形で、体長は体高の2.2 - 3倍。体長は60cm程度だが、最大100cmまで成長する。口は白く小さく、突き出ている。全長20cm以上の個体には頭部に角のような先細りの突起がある。尾柄には二つの骨質板がある。体色は茶色またはオリーブ色、青灰色で、腹側はより薄い。尾鰭は黒く、菊の花のような模様で白く縁どられ、雄は上下の条が伸長する。幼魚の体色は灰色で、尾柄には白色帯がある。

## 分布・生態
インド太平洋の熱帯海域に広く分布し、紅海と東アフリカからコスタリカのココス島まで見られる。日本では相模湾以南の太平洋沿岸、伊豆諸島、琉球列島、小笠原諸島などに分布する。
幼魚は水深1 mほどの浅い湾や礁湖に生息し、成魚は水深20 m以深の潮通しのよいサンゴ礁や岩礁で群れを作り生活する。雑食性であり、幼魚は藻類を、成魚はクラゲなどの動物プランクトンを捕食する。

## 利用
食用魚であり、みそ汁、ムニエル、刺身などにして食べられる。水族館で飼育されることもある。